# 針記

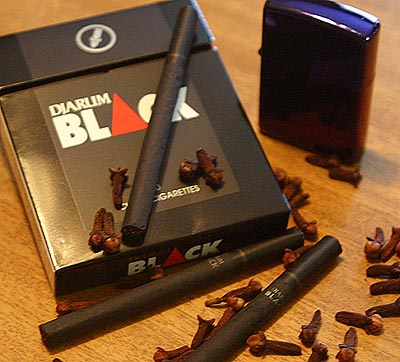
針記Black（Djarum Black）香菸

針記菸草有限公司，或譯嘉潤，為印度尼西亞的丁香菸品牌及製造商，總部位於中爪哇省古突士縣。除丁香菸本業外，針記還涉足科技、金融和飲料等產業，亦於體育界經營針記羽毛球俱樂部及贊助印尼足球超级联赛。

## 歷史
1951年，印尼華裔商人黃渭源買下古突士一家快要倒閉的香菸公司－，並將原本的品牌名稱（意為留聲機針頭）縮短為（意為針），成為該公司第一個品牌。1963年，針記的工廠遭受火災破壞，同時造成創辦人黃渭源身亡，使針記面臨嚴重的經營危機。而後黃渭源的兩個兒子黃輝聰和黃輝祥成為繼任者，把握機會重建了針記。
針記的主要產品為捲菸，一開始由針記工人以手工捲製。1970年代，印尼政府立法要求工人的工作環境，而成立更加自動化的產品流水線。儘管印尼國內的丁香菸市場商機龐大，針記仍於1972年將手工丁香菸產品推銷至世界各地的菸品經銷商。
1974年，黃輝聰在古突士成立針記羽毛球俱樂部，為印尼培育出許多全國乃至世界級的羽球好手，多次在世界錦標賽、奧運羽球比賽取得佳績。
針記於1970年代推動多元化經營，逐漸成為跨足紡織、家電、造紙、房地產、棕櫚油等產業的企業集團。1997年，針記從印度尼西亚银行重组机构（简称：IBRA）手中買下受亞洲金融風暴嚴重影響而被接管的中亚银行，並持有該行51%的股權。2004年，針記集團從印尼政府手中，接下印度尼西亞大酒店為期30年的BOT重建計畫。

## 其他事業
- 中亞銀行
- Blibli（電子商務平台）
- Delizio Caffino（即溶咖啡品牌）
- Mola TV（網路影音串流服務）
- Polytron（電子公司）
- Super Soccer TV（網路體育影音串流服務）
- Tiket.com（旅遊電子商務）
- Savoria（瓶裝飲料製造商，品牌為Yuzu）

## 體育參與
- 針記羽毛球俱樂部
- 於2005年至2007年、2008年至2011年贊助印尼足球超级联赛

## 外部連結
- 官方网站